# Арабия Тера
Арабия Тера (Арабска земя) е голям планински регион в северната част на Марс. Осеян е с множество кратери и е силно ерудирал. По износената топография на терена се съди, че той е един от най-старите на планетата. В най-дългото си протежение е дълъг 4500 km, като протежението му е изпъстрено от кретери и каньони.
Именуван е през 1979 г. след обсъждане на особеностите на албедото на марсианската карта от Джовани Скиапарели, който заимства името от Арабския полуостров.